# Mucinywera
Mucinywera är ett vattendrag i Burundi.   Det ligger i provinsen Ruyigi, i den centrala delen av landet, 100 kilometer öster om huvudstaden Bujumbura.
I omgivningarna runt Mucinywera växer huvudsakligen savannskog. Runt Mucinywera är det ganska tätbefolkat, med 144 invånare per kvadratkilometer.